# Ann-Kathrin Tranziska
Ann-Kathrin Tranziska, geb. Kröning (* 12. September 1974 in Hamburg) ist eine deutsche Biologin und Politikerin (Bündnis 90/Die Grünen). Von Oktober 2017 bis September 2022 war sie Co-Landesvorsitzende von Bündnis 90/Die Grünen Schleswig-Holstein.

## Leben
Ann-Kathrin Tranziska wuchs in Hamburg-Altona auf und studierte Biologie an den Universitäten Göttingen und Würzburg. In Würzburg wurde sie 2004 zur Dr. rer. nat. promoviert. Anschließend war sie in der biologischen Grundlagenforschung am Zentrum für Molekulare Neurobiologie Hamburg (ZMNH) der Universität Hamburg tätig.
2009 machte sie sich mit dem Unternehmen Experimentini selbstständig. Es bietet naturwissenschaftliche Experimentierkurse für Kinder und Erziehende an.

## Politik
Von 2015 bis 2017 war Ann-Kathrin Tranziska Kreisgeschäftsführerin der Grünen im Kreis Pinneberg. In der Stadt Pinneberg ist sie als bürgerliches Mitglied im Ausschuss Soziales, Kinder und Senioren tätig.
Bei der Landtagswahl in Schleswig-Holstein 2017 trat sie als Kandidatin der Grünen im Wahlkreis Pinneberg (24) an. Hier erreichte sie 10,3 % der Erststimmen.
Im Oktober 2017 wurde sie als Nachfolgerin von Ruth Kastner zur Landesvorsitzenden der Grünen Schleswig-Holstein gewählt. Ihr männlicher Mitvorsitzender ist Steffen Regis.
Auf dem Landesparteitag zur Aufstellung der Landesliste für die Landtagswahl in Schleswig-Holstein 2022 Mitte Dezember 2021 trat Tranziska nacheinander für die Listenplätze fünf, sieben und neun an. Sie erlangte für keinen dieser Plätze eine Mehrheit. Im Landtagswahlkreis Pinneberg trat sie als Direktkandidatin der Grünen an. Mit 23,1 %  Erststimmenanteil lag sie jedoch hinter Bildungsministerin Karin Prien (CDU) und Kai-Oliver Vogel (SPD). Damit verpasste sie den Einzug in den Landtag.
Ende Juli 2022 kündigte sie an, auf dem Landesparteitag im September nicht wieder als Co-Vorsitzende anzutreten.

## Werke
- Untersuchungen zum molekularen Pathomechanismus der SMA durch Analyse der SMN-Interaktionspartner hnRNP-R und hnRNP-Q. Würzburg, Univ., Diss., 2004 (Volltext)